# El misterio terminado
El misterio terminado (en inglés, The Finished Mystery) es un libro de los Testigos de Jehová, publicado por la Watch Tower Bible and Tract Society of Pennsylvania en 1917. El libro contiene comentarios a cada uno de los versículos de los libros bíblicos de Ezequiel y Revelación. Se presentó como el séptimo tomo de la colección «Estudios de las Escrituras».
En el libro se denuncia una implicación del clero católico y protestante en la Primera Guerra Mundial que entonces se combatía en Europa, lo que generó una fuerte oposición del sector clerical y político.

## Historia editorial
Durante su administración como presidente de la Sociedad Watch Tower, Charles Taze Russell, junto con el vicepresidente y el secretario-tesorero, había tomado decisiones en cuanto a las nuevas publicaciones, pero no se había consultado a la junta de directores como grupo. Joseph Franklin Rutherford hizo lo mismo. Por eso en 1917 los tres oficiales de la Sociedad decidieron añadir un séptimo tomo a los seis escritos por Russell de su obra Studies in the Scriptures (Russell con frecuencia comentó que era necesario un último libro). Se asignó a dos Estudiantes de la Biblia, Clayton J. Woodworth y George H. Fisher, para compilar un libro con comentarios sobre Revelación o Apocalipsis, Ezequiel y el Cantar de los Cantares. La obra fue llamada "obra póstuma del Pastor Russell", pues contenía en su mayor parte pensamientos y comentarios suyos. El nuevo libro vio la Luz en julio de 1917, y para finales de ese año además de publicarse en inglés se podía obtener en francés y sueco con una edición de 850.000 ejemplares.